# Dióskál
Dióskál is een plaats (község) en gemeente in het Hongaarse comitaat Zala. Dióskál telde in 2001 ongeveer 533 inwoners.
Dióskál is een zelfstandige gemeente. Om de vier jaar kiest de bevolking een nieuwe burgemeester. Van 2006 tot 2010 was dat wijnboer Kalman Vegvary. Sinds de verkiezingen van oktober 2010 was János Kluczer burgemeester, hij overleed begin maart 2018 op 54-jarige leeftijd. Op 17 juni 2018 is Marcell Kun gekozen tot nieuwe burgemeester van Dioskal. Bij de verkiezingen op 13 augustus 2019 is Marcell definitief voor nog een termijn van vier jaar gekozen. 
Op 9 juni 2024 kon de bevolking weer een nieuwe burgemeester kiezen. Met bijna 70 % van de stemmen werd Tünde Györkös tot de eerste vrouwelijke burgemeester ooit gekozen. In Hongarije mag de bevolking ook stemmen op de nieuwe gemeenteraad. Deze wordt na  9 juni ook grotendeels vernieuwd.
De bevolking is overwegend Hongaars met een minderheid van Roma. De gemeente vergrijst door trek naar de steden door jongeren voor werk of studie. Dit is vooral sinds ongeveer 2010. Vanaf dat moment begon de Hongaarse economie duidelijk te verbeteren en gingen steeds meer jongeren de gebieden verlaten waar geen studiemogelijkheden en weinig arbeidskansen waren. Bijna geen van die jongeren keerden later terug naar hun geboortedorp. Sinds ongeveer 2022 merken de kleine dorpen in Zala dat de economie weer aantrekt. Het gevolg is dat er meer werkgelegenheid komt, ook in de kleinere dorpen, waardoor meer mensen weer kiezen om te gaan  wonen in deze dorpjes. De leegstand wordt minder. Er komen ook meer buitenlanders naar die dorpen. De leefbaarheid in die dorpen, ook Dióskál, wordt hierdoor steeds beter.
De hoofdbron van inkomsten is de landbouw. Er zijn gemengde boerderijen waar veeteelt gecombineerd wordt met akkerbouw en fruitteelt op de vruchtbare kleigrond. Door het landklimaat is er in de vaak droge hete zomers weinig landbouwopbrengst. De belangrijkste gewassen die geteeld worden zijn: mais, soja, graan en zonnebloemen. Dióskál ligt in de wijnprovincie Zala en heeft zelf ook ruim 200 ha wijngaarden. De wijnbouw gebeurt zowel op grote professionele bedrijven als op tientallen kleinere privéwijngaarden.
De toegangswegen zijn deels onverhard en de omgeving is heuvelachtig en bosrijk. Het dorp is op 200 kilometer afstand van de hoofdstad Boedapest gelegen en bereikbaar via de autoweg A7. Het Balatonmeer ligt op 25 km afstand. Het Kis Balaton, een groot vismeer, op 7 kilometer.

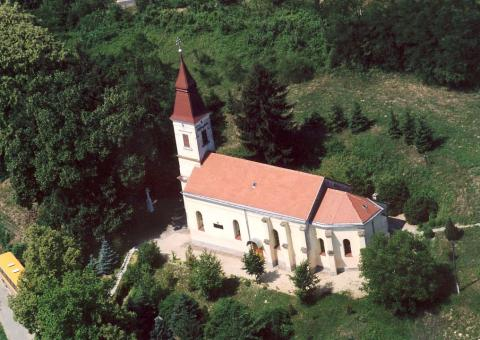
Rooms-katholieke kerk in Dióskál